# Museo Nacional de la Marina Real británica
El Museo Nacional de la Marina Real británica (en inglés: National Museum of the Royal Navy, Portsmouth; anteriormente conocido como Royal Naval Museum) es un museo de historia militar de la Royal Navy ubicado en el Astillero histórico de Portsmouth, Hampshire, Inglaterra.  
Dicho museo es parte de un organismo público no departamental del mismo nombre (National Museum of the Royal Navy, NMRN), patrocinado por el Ministerio de Defensa. Recibió 1 081 909 de visitantes en 2017.

## Historia
El museo fue fundado en 1911. Conocido originalmente como "Dockyard Museum", fue concebido por el Sr. Mark Edwin Pescott-Frost, entonces secretario del Almirante Superintendente en Portsmouth. Con una pasión por la historia naval, encabezó un proyecto para preservar artículos para las generaciones futuras, que finalmente condujo a la apertura de un nuevo museo. Su previsión aseguró la supervivencia de muchos artefactos interesantes e importantes, algunos de los cuales todavía se exhiben hoy. Pescott fue galardonado con la Orden del Servicio Imperial en 1916. 
En 1985 (bajo los términos de la Ley de Patrimonio Nacional de 1983) el museo fue transferido del Ministerio de Defensa para convertirse en un organismo público ejecutivo no departamental, con el apoyo de una subvención de ayuda. En esta coyuntura, el nombre fue cambiado a "Royal Naval Museum, Portsmouth".
En 2008, la National Museum of the Royal Navy (NMRN) nació formalmente con el propósito de proporcionar una mayor coordinación del patrimonio naval en el sentido más amplio y, a partir de esto, en 2010, el museo se convirtió en una filial de la NMRN, y cambió su nombre a "National Museum of the Royal Navy, Portsmouth".

## Colección y exhibiciones
El museo se encuentra en una fila de tres edificios ubicados frente al HMS Victory.. El almacén n.º 11 Storehouse data de 1763, y el adyacente n.º 10 Storehouse, de 1776; ambos están en la lista de Grado I. La Victory Gallery (Galería de la Victoria) es un edificio del museo construido en 1938. El barco museo HMS M33 está en un dique seco al lado. 
El almacén n.º 11 contiene varios espacios de exposición relacionados con la Edad de la Vela. El restaurado almacén n.º 10 abrió al público en 2014 como las Babcock Galleries (Galerías Babcock), albergando una nueva exposición permanente que cuenta la historia de la Marina de los siglos XX y XXI, así como espacios de exposición temporal. También alberga la Trafalgar Sail (Vela del Trafalgar) (la vela delantera del HMS Victory, de la que se dice que es el mayor artefacto original sobreviviente de la Batalla de Trafalgar) Un nuevo atrio de cristal une los dos históricos almacenes.
Victory Gallery: Dedicado a la historia del HMS Victory construido en 1938 desde su construcción en 1759 hasta su restauración. También se centra en las historias de su tripulación.
Nelson Gallery: Dedicado a la historia del almirante Horacio Nelson.
Sailing Navy Gallery: La galería está dedicada al capitán Kenneth Douglas-Morris.
Trafalgar Sail: La vela superior delantera del HMS Victory, que probablemente sea el mayor remanente original de la Batalla de Trafalgar.
HMS Hear My Story: Fue inaugurado en 2014. Relata las historias desconocidas de diversos hombres y mujeres durante su servicio a la Marina Real.

## Barcos
- Mary Rose: Construido en Portsmouth entre 1509 y 1511, Fue el barco de guerra insignia del monarca británico Enrique VIII, y es la única nave de guerra de ese siglo que ha sido rescatada del mar.

- HMS Victory: Un navío de línea botado en 1765. Tuvo un servicio temprano durante la segunda mitad del siglo XVIII. Sin embargo, se le conoce principalmente por su participación en la Batalla de Trafalgar, en 1805, como buque insignia del almirante Nelson. Después de 1824, fue relegada al papel de barco de puerto. Es el único navío de línea que ha sobrevivido hasta la actualidad en condiciones originales. En 1922, fue trasladado a Portsmouth conservado como barco museo.[10]

- HMS Warrior: Fue el primer buque acorazado (ironclad) británico, construido en respuesta al buque francés La Gloire. Realizó su servicio en la Flota del Canal, quedando obsoleta con la construcción de buques con torreta. Posteriormente se desempeñó como nave de almacén y depósito. En 1875 pasó a reserva y años más tarde fue dado de baja. En 1987 fue trasladado a Portsmouth.

- HMS M33: Un monitor construido en 1915. Tuvo un servicio activo en el Mediterráneo durante la Primera Guerra Mundial y en Rusia durante la Intervención Aliada de 1919. Posteriormente fue utilizada como un barco de entrenamiento de colocación de minas. Es uno de los únicos tres buques de guerra de la Marina Real sobrevivientes de la Primera Guerra Mundial y el único barco sobreviviente de la Campaña de Galípoli. Fue abierta al público en 2015, en conmemoración de su centenario.[11]

| sin marco     | ssin marco      | sin marco       | sin marco   |
| El Mary Rose. | El HMS Victory. | El HMS Warrior. | El HMS M33. |